# Eemsdelta
Eemsdelta est une commune néerlandaise, située dans la province de Groningue.
La commune, créée le 1er janvier 2021, est née de la fusion d'Appingedam, de Delfzijl et de Loppersum.